# Max Bohatsch
Max Bohatsch (* unbekannt; † unbekannt) war ein österreichischer Eiskunstläufer, der im Einzellauf startete. Er ist der Europameister von 1905.
Bohatsch wurde in den Jahren 1901, 1904 und 1905 österreichischer Meister. Seine erste internationale Medaille gewann er 1903 mit Bronze bei der Weltmeisterschaft. 1904 wurde er Vize-Europameister hinter Ulrich Salchow. Sein erfolgreichstes Jahr war 1905. Erst wurde er in Bonn Europameister und dann in Stockholm Vize-Weltmeister hinter Salchow. Bei der Weltmeisterschaft 1907 in Wien gewann er nochmals eine Silbermedaille, erneut hinter Salchow.

## Ergebnisse
| Wettbewerb / Jahr               | 1901 | 1902 | 1903 | 1904 | 1905 | 1906 | 1907 |
| ------------------------------- | ---- | ---- | ---- | ---- | ---- | ---- | ---- |
| Weltmeisterschaften             |      |      | 3.   |      | 2.   |      | 2.   |
| Europameisterschaften           |      |      |      | 2.   | 1.   |      |      |
| Österreichische Meisterschaften | 1.   |      |      | 1.   | 1.   |      |      |